# أوغستان بيرام دو كندول
أُوغُسْتَان بِيرَام دو كَنْدُول (بالفرنسية: Augustin Pyrame de Candolle)‏ (4 فبراير 1778 - 9 سبتمبر 1841) كان عالم نباتات سويسريًا. بدأ دو كندول مسيرته النباتية من خلال التوصية به في معشبة من قبل رينيه لويش ديفونتين. في غضون بضع سنوات أنشأ دي كاندول نوعًا نباتيًا جديدًا وواصل توثيق المئات من عائلات النباتات وإنشاء نظام تصنيف نباتي طبيعي جديد. على الرغم من أن تركيز دي كاندول الرئيسي كان على علم النبات إلا أنه ساهم أيضًا في المجالات ذات الصلة مثل الجغرافيا النباتية وعلم الزراعة وعلم الأحياء القديمة وعلم النبات الطبي وعلم النبات الاقتصادي.
ابتكر دي كاندول فكرة «حرب الطبيعة» التي أثرت على تشارلز داروين ومبدأ الاصطفاء الطبيعي. أدرك دي كاندول أن الأنواع المتعددة قد تطور خصائص مشابهة لم تظهر في سلف تطوري مشترك وهي ظاهرة تعرف الآن باسم التطور المتقارب. خلال عمله مع النباتات لاحظ دي كاندول أن حركات أوراق النبات تتبع دورة تقارب 24 ساعة في ضوء مستمر ما يشير إلى وجود ساعة بيولوجية داخلية في النباتات. على الرغم من تشكيك العديد من العلماء في نتائج دي كاندولي إلا أن التجارب التي أجريت على مدى قرن من الزمان أثبتت أن «الساعة البيولوجية الداخلية» موجودة بالفعل.
واصل أحفاد دي كاندول عمل جدهم في تصنيف النباتات. عمل كل من ألفونس دي كاندولي وكاسمير بيرام دي كاندولي في تطوير نظام التاريخ الطبيعي للمملكة النباتية وهو كتالوج للنباتات بدأه أوغستان بيراموس دي كاندولي.

## النشأة
ولد أوغستين بيراموس دي كاندول في 4 فبراير 1778 في جنيف، سويسرا لكاندولك أوغستين وهو موظف دولة سابق وزوجته لويز إليونور برير. انحدرت عائلته من إحدى العائلات القديمة في بروفنس في فرنسا، لكن انتقلت العائلة إلى جنيف في نهاية القرن السادس عشر هربًا من الاضطهاد الديني.
في سن السابعة أصيب دي كاندول بحالة شديدة من استسقاء الرأس ما أثر بشكل كبير على طفولته. ومع ذلك يقال إنه كان يتمتع بقدرة كبيرة على التعلم حيث كان متميزًا في المدرسة من خلال تعلمه السريع للأدب الكلاسيكي والعام وقدرته على كتابة الشعر الجيد. في عام 1794 بدأ دراساته العلمية في كلية جنيف، حيث كان جان بيير إتيان فوشير معلمه الذي ألهم دي كاندول فيما بعد لجعل العلوم النباتية هي العلوم التي سيسعى لها بشكل رئيسي.

## مهنته في علم النبات
أمضى دي كاندول أربع سنوات في أكاديمية جنيف ودرس العلوم والقانون حسب رغبة والده. وفي عام 1798 انتقل إلى باريس بعد ضم جنيف إلى الجمهورية الفرنسية. بدأت مسيرته النباتية رسميًا بمساعدة رينيه لويش ديفونتين الذي أوصى دي كاندولي للعمل في معشبة شارل لوي ليريتيه دو بروتل خلال صيف عام 1798.  وكان للمنصب دور في نشر سمعة دي كاندولي واستطاع أن يتلقى تعليمًا من ديفونتين نفسه. أسس دي كاندول جنسه الأول في سينبيرا عام 1799.
شدّت كُتب دي كاندول الأولى وهي تاريخ نبات عصاري (4 مجلدات، 1799) واستراغالوجيا (1802) انتباه جورج كوفييه وجان باتيست لامارك. استلم دي كاندول منصب نائب بموافقة كوفير في كوليج دو فرانس عام 1802. ووكله لامارك بنشر الطبعة الثالثة من فلور فرانسيس (1805-1815)، وفي مقدمة بعنوان المبادئ الأساسية لعلم النبات اقترح دي كاندول طريقة طبيعية لتصنيف النبات مختلفة عن الطريقة الاصطناعية التي عمل به لينيوس.

## نباتات وصفها دو كندول
- أريغارون برودي
- أملودية ثنائية التفرع
- أمول بعد ظهري
- أنديرة عزلاء
- أنقولية برانسية
- أوجينيا أليفة الجبال
- أوجينيا بحرية
- أوجينيا ثنائية الأزهار
- أوجينيا حمراء الثمار
- أوجينيا روكسبورية
- أوغستان بيرام دو كندول
- بارطشية ثنائية الألوان
- بذر القمر الدورياني
- برباريس إيبيري
- بكاريس إبطي
- بن آسي الورق
- بن وردي
- بنيونيا ثنائية القنابات
- بورسيرة ريشية ثنائية
- بورسيرة مكنسية
- بوسيدا ضيق الأوراق
- تابوبيا إهليلجية
- تابوبيا متباينة الأوراق
- تابوبيا وردية
- تيكومة بيضاء الخشب
- تيكومة رفيعة الأزهار
- تيكومة هلباء
- جربارة بوجيرية
- جربارة خضراء الأوراق
- جربارة لبدية
- جربارة ناصعة
- جريس كوتشي
- حب الثلج متباين الأوراق
- حنقلان أزغب الفروع
- حنقلان أملس الثمار
- حنقلان ثلاثي الأقسام
- خرغوس رقيق السبلات
- داحسية عربية
- ذفرة إيبيرية
- ذفرة جلكاء
- ذفرة خماسية العروق
- ذفرة طويلة الساق
- ذفرة قصيرة الثمار
- رامحة نبقية
- رقاقس أزغب
- رقاقس أسطواني
- زاميا جبلية
- زاميا فاسكيزية
- سدم أورفيلي
- سدم رؤيسي
- سدم ملتف الساق
- سيسلرية بيضاء الرأس
- شوزم بلسمي
- شوزم خشن الأوبار
- شوزم خطي الأوراق
- شوزم منقط
- صابونية راراك
- صبار نجمي مزين
- صبير أسطواني
- صفيراء جانبية الأزهار
- طرخشقون أبينيني
- طرخشقون قيثاري
- طرخشقون مكسيكي
- عرقون صغير
- عشبة القوى صغيرة السداة
- عنيبية بورمانية
- عنيبية حورية الأوراق
- عنيبية غارية الأوراق
- عنيبية كارولينية
- عنيبية مدورة
- غاردينيا تاهيتية
- غريفونية بسيطة الأوراق
- غزنرة إسفينية الأوراق
- غلوكسينية أرينية
- غوشناطية بيضاء شاحبة
- قبار أشعث الأزهار
- قبار أشيب
- قبار أفزلي
- قبار براسي
- قبار حزمي
- قضب طويل الأوراق
- قضب قباري
- قلقل صغير الأوراق
- قنصور لبدي
- قنطيون رقيق
- كراتيفة أدانسونية
- لانتانا أوكامبية
- لوبياء مطمورة
- ماغنوليا بالنسية
- مانسوة رفيعة الأسنان
- مانسوة زباء
- مانسوة زفافية
- مانسوة سنانية
- متلألئة حقلية
- متلألئة سفواء
- متلألئة صفراء
- متلألئة ناصعة
- مشعلية ثلاثية العروق
- مشعلية غشائية
- ملبيغة غائرة القمة
- منكسفة إهليلجية
- منكسفة منتشرة
- مولينوم قنفذي
- ميقونة أحادية البذور
- ميقونة أرجوانية
- ميقونة إهليلجية
- ميقونة جرداء الجناح
- ميقونة رخوة
- ميقونة زاحفة
- ميقونة شهوانية
- ميقونة عملاقة
- نمول لاطئ
- نيلوفر جميل
- هليلج حريري

## روابط خارجية
- أوغستان بيرام دو كندول على موقع الموسوعة البريطانية (الإنجليزية)